# Selokaton (Sukorejo)
Selokaton is een bestuurslaag in het regentschap Kendal van de provincie Midden-Java, Indonesië. Selokaton telt 1939 inwoners (volkstelling 2010).